# Marcelo Figueras
Marcelo Figueras (ur. 1962 w Buenos Aires) – argentyński pisarz i scenarzysta filmowy.

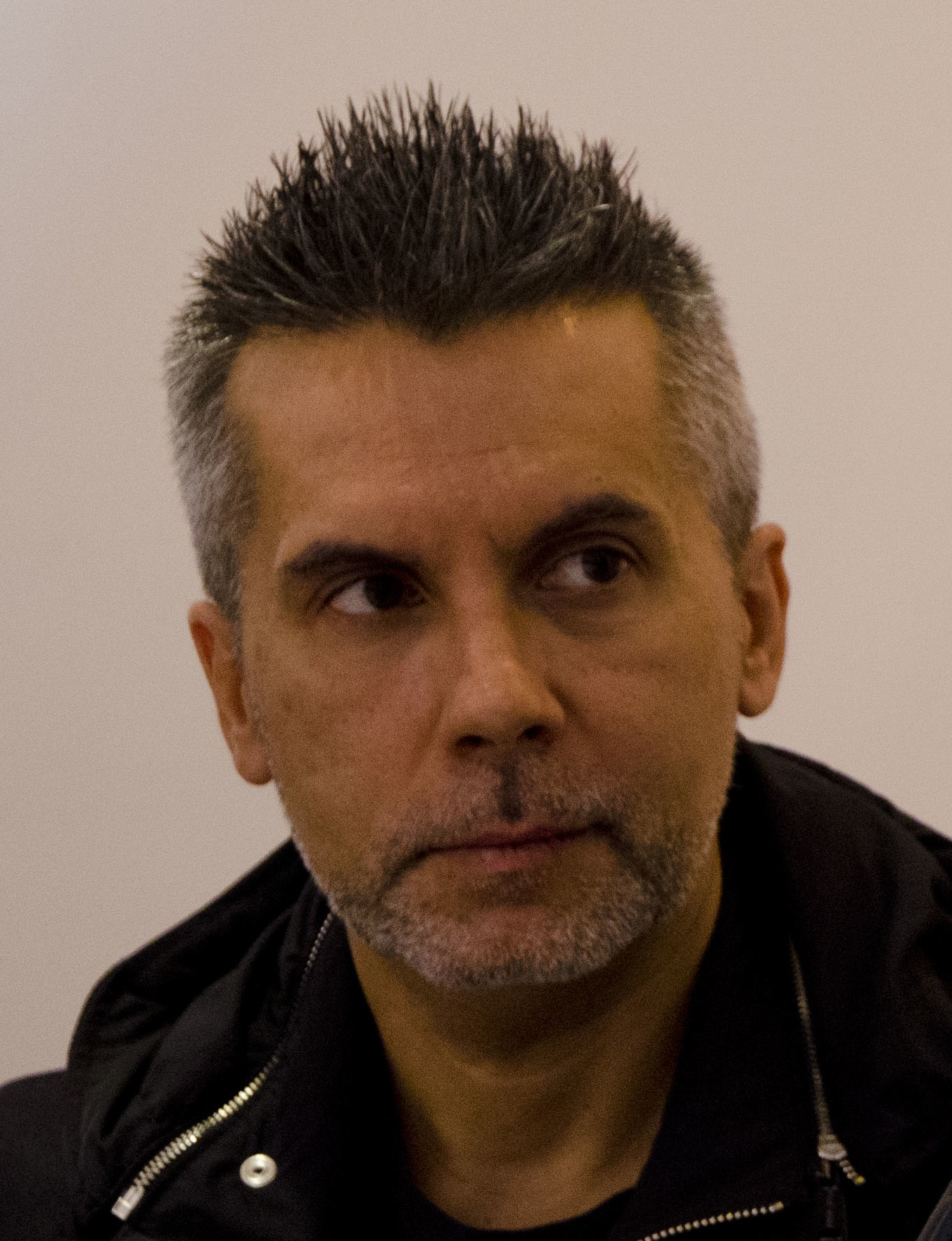

Stale współpracuje z reżyserem Marcelo Piñeyro. Był autorem scenariusza do kilku filmów (m.in. kryminału Spalona forsa) tego filmowca (ale nie tylko), a Kamczatka, zrealizowana na podstawie powieści o tym samym tytule, była oficjalnym argentyńskim kandydatem do Oscara. Akcja książki (i filmu) rozgrywa się tuż po wojskowym zamachu w 1976. Jej narratorem jest dziesięcioletni chłopiec, którego rodzice - udzielający się politycznie - ukrywają się przed funkcjonariuszami reżimu na opuszczonej działce. Mimo to starają się zapewnić synom w miarę normalne warunki dorastania i w końcu oddają ich na wychowanie dziadkom. Harry i jego brat już nigdy nie zobaczą rodziców. W Polsce wydano także inną powieść Argentyńczyka - Szpiega czasu, swoiste rozliczenie z południowoamerykańską dyktaturą.

## Proza
- El muchacho peronista
- Szpieg czasu (El espía del tiempo 2002)
- Kamczatka (Kamchatka 2003)
- La batalla del calentamiento (2007)